# أندريه رئيل
أندريه رئيل (بالدنماركية: André Riel)‏ هو لاعب كرة قدم دنماركي في مركز الهجوم، ولد في 21 أكتوبر 1989 في الدنمارك في مملكة الدنمارك. لعب مع آرهوس جمناستيك فورينينغ.

## وصلات خارجية
- أندريه رئيل على موقع قاعدة بيانات كرة القدم.إي يو (الإنجليزية)
- أندريه رئيل على موقع Soccerway.com (الإنجليزية)
- أندريه رئيل على موقع عالم كرة القدم.نت (الإنجليزية)